# 鵜飼秀徳
鵜飼 秀徳（うかい ひでのり/しゅうとく、1974年6月1日 - ）は、京都府京都市出身の日本のジャーナリスト、作家、浄土宗の僧侶（正覚寺住職）。一般社団法人良いお寺研究会代表理事。大正大学招聘教授。東京農業大学非常勤講師。佛教大学非常勤講師。

## 略歴・人物
1974年、京都市右京区嵯峨野の浄土宗正覚寺に生まれる。京都府立北嵯峨高校を経て、成城大学文芸学部マスコミュニケーション学科に入学。同大卒業後、報知新聞社に入社。その後、日経BP社に移籍。日経ビジネス記者、日経おとなのOFF副編集長などを歴任。『寺院消滅　失われる「地方」と「宗教」』（日経BP）、『仏教抹殺　なぜ明治維新は寺院を破壊したのか」（文藝春秋）はベストセラーに。2018年、退社。同年、一般社団法人良いお寺研究会代表理事に就任。寺院を「社会資本」と捉え、地域創生に結びつける活動を続けている。トッパンホールディングスなどの企業顧問も務めている。正覚寺三十三世住職。

## 著作リスト
- 『寺院消滅　失われる「地方」と「宗教」』（日経BP社、2015年）
- 『無葬社会　彷徨う遺体 変わる仏教』（日経BP社、2016年）
- 『「霊魂」を探して』（KADOKAWA、2018年）
- 『ペットと葬式 - 日本人の供養心をさぐる-』（朝日新聞出版、2018年）
- 『仏教抹殺　なぜ明治維新は寺院を破壊したのか』（文藝春秋、2018年）
- 『ビジネスに活かす教養としての仏教』（PHP研究所、2019年）
- 『仏具とノーベル賞　京都・島津製作所創業伝』（朝日新聞出版、2020年）
- 『お寺の日本地図　名刹古刹でめぐる47都道府県』（文藝春秋、2021年）
- 『仏教の大東亜戦争』（文藝春秋、2022年）
- 『絶滅する「墓」　日本の知られざる弔い』（NHK出版新書、2023年）
- 『仏教の未来年表』（PHP新書、2023年）
- 『ニッポン珍供養』（インターナショナル新書、2024年）

## 論文・記事等
- CiNii>鵜飼秀徳'

## インタビュー等
- 【毎日新聞】2015年12月23日付「そこが聞きたい 神社仏閣の消滅危機　鵜飼秀徳氏」
- 【The Economist】2015年10月31日 Temples of doom Japan's Buddhist temples are going out of business
- 【The Guardian】2015年11月6日Zen no more: Japan shuns its Buddhist traditions as temples close］
- 【文藝春秋オピニオン　2016年の論点】「『寺院消滅』が止まらない」
- 【読売新聞】2016年2月16日「減る檀家　増える空き寺　定年退職者の僧侶育成も」
- 【中外日報】2017年1月3日　「新春特別対談」
- 【毎日新聞】2017年1月14日「人模様　近著『無葬社会』が話題に　鵜飼秀徳さん」
- 【朝日新聞】2017年3月9日「一語一会　僧侶・記者　鵜飼秀徳さん」
- 【読売新聞】2017年3月13日「変わる葬送観　衰退する寺　直葬増加、死を遠ざける社会」
- 【日本経済新聞】2017年3月22日「１３０万人のピリオド」
- 【福井新聞】2017年5月16日　「鵜飼秀徳さんに聞く　弱者に希望を与えて」
- 【京都新聞】2018年12月4日　「ペット葬の源流をさぐる」
- 【日本経済新聞】2019年１月17日　「NIKKEI　STYLE　ペットからサボテン・手紙まで　日本人の供養心探る」
- 【日本経済新聞】2019年2月２日　「日本史ひと模様」
- 【東京新聞】2019年2月３日　「読む人　そして人々は易々と従った」
- 【週刊文春】2019年6月27日号　「記者から僧侶に」
- 【WEDGE】2019年9月号　「90歳を過ぎたら〝死の規制緩和〟を」山折哲雄氏との対談
- 【北海道新聞】2019年9月13日　「各自各論　仏教界とLGBT」
- 【中外日報】2019年9月24日　「寺院消滅から寺院蘇生へ」
- 【読売新聞】2019年10月6日　「きょう人十色　寺院、企業とつなぎ再生」
- 【中外日報】2020年1月1・3日　「新春特別対談」
- 【Voice】2020年3月　「仏教から学ぶ幸せな定年生活」
- 【朝日新聞】2020年12月31日「京都で起こす　仏具商からノーベル賞へ」
- 【文藝春秋オピニオン　2021年の論点】「仏教はコロナ禍の絶望を救えたのか」
- 【中日新聞】2021年12月10日　「あの人に迫る　社会に寄り添う仏教の機能再生」
- 【週刊新潮】2022年8月11/18日夏季特大号　「佐藤優の頂上対決　寺院消滅時代をお寺はどう乗り切るか」
- 【読売新聞】2022年8月7日　「コロナ禍　萎縮した仏教界」
- 【AERA】2023年2月13日　「現代の肖像」
- 【産経新聞】2024年1月5日　「一聞百見　ジャーナリストと僧侶の二刀流」

## 連載
- 「時流仏流」WEDGE
- 「京都発　Bows Journal」プレジデントオンライン
- 「きょうの坊主めくり」日経ビジネスオンライン　ー休止ー
- 「現代のことば」京都新聞
- 「令和の仏教を歩く」中外日報
- 「仏仏手帖」月刊石材
- 「寺々刻々」浄土
- 浄土宗新聞
- 「月刊終活」鎌倉新書
- Surfvote
- 「現代寺院ラボ」Yahoo!エキスパート

## メディア出演
- 「さらピン！キョウト（木曜）」　レギュラーコメンテーター　KBS京都ラジオ
- 「スーパーJチャンネル」テレビ朝日
- 「モーニングバード」テレビ朝日
- 「ノンストップ」フジテレビ
- 「Nikkei プラス10」BSテレ東
- 「あさチャン！」TBS
- 「Nスタ」TBS
- 「ビートたけしのTVタックル」テレビ朝日
- 「荻上チキ　Session22」TBSラジオ
- 「中西哲生のクロノス」FM東京
- 「BOOK　BAR」J-WAVE
- 「AI時代のラジオ　好奇心プラス」TBSラジオ
- 「くにまるジャパン」文化放送
- 「ゆうがたサテライト」テレビ東京
- 「バックストーリー」NHK国際放送
- 「ラジオ深夜便」NHKラジオ第一
- 「クローズアップ現代＋」NHK総合
- 「かんさい熱視線」NHK総合
- 「比叡の光」KBS京都
- 「教えて！　ニュースライブ 正義のミカタ」朝日放送
- 「羽鳥慎一 モーニングショー」テレビ朝日
- 「ひるおび」TBS
- 「News 23」TBS
- 「めざまし８」フジテレビ
- 「スッキリ」日本テレビ
- 「ABEMAヒルズ」Abema TV
- 「ウェークアップ」読売テレビ
- 「情報ライブ　ミヤネ屋」読売テレビ

## リンク
- 鵜飼秀徳 (hidenori.ukai) - Facebook
- Yahoo!個人＞オーサー＞鵜飼秀徳「現代寺院ラボ」
- 日経ビジネス>著者一覧>鵜飼秀徳
- プレジデントオンライン＞著者一覧＞鵜飼秀徳
- しがぎん経済文化センター＞講師プロフィール＞鵜飼秀徳
- 成城大学卒業生100人メッセージ＞鵜飼秀徳